# Blanca Mooney
Blanca Nester Mooney (* 18. Januar 1940 in Buenos Aires; † 9. Mai 1991 ebenda) war eine argentinische Tangosängerin.

## Leben
Mooney gewann bei einem von Carlos Ginés moderierten Wettbewerb 1956 den Preis als beste Nachwuchssängerin und erhielt darauf einen Vertrag bei Radio Belgrano, wo sie u. a. an in einer wöchentlichen Show am Sonntagvormittag auftrat. 1959 nahm sie die Tangos Julián, Arrabalero und Dónde estás mit Osvaldo Fresedo auf. 12 Aufnahmen entstanden 1960 mit dem Orchester José Márquez’ zwei weitere mit dem Orchester Lucio Milenas.
Sie unternahm Tourneen durch Peru, Ecuador, Brasilien, Bolivien und die USA und 1968 eine Japantournee mit dem Orchester Alberto Di Paulos. Ihre letzte Auslandsreise führte sie mit Roberto Pansera nach Chile. Durch Argentinien tourte sie mit der Show Tango a bordo (u. a. mit dem Bandoneonisten Néstor Marconi). 1972 nahm sie 13 Titel mit Luis Stazo auf, darunter im Duo mit Rodolfo Lesica den Tango Virgen de la serranía. Mooney war auch Mitglied der Banda de la Armada Argentina, mit der sie 1977–78 mehrere Titel beim Label Odeon aufnahm.